# Phạm Văn Vọng
Phạm Văn Vọng (sinh ngày 20/8/1957) là một chính trị gia người Việt Nam. Ông từng là Chủ tịch Hội đồng nhân dân tỉnh Vĩnh Phúc nhiệm kỳ 2011-2016. Trong Đảng Cộng sản Việt Nam, ông từng là Ủy viên Ban Chấp hành Trung ương Đảng Cộng sản Việt Nam khóa XI, Bí thư Tỉnh ủy tỉnh Vĩnh Phúc nhiệm kì 2010-2015; Phó Chủ nhiệm Ủy ban Kiểm tra Trung ương sau khi nhận quyết định phân công, điều động của Bộ Chính trị ngày 14-3-2015.
Ông Vọng là một đảng viên hiếm có bị cách chức Bí thư Tỉnh ủy khi không còn tại chức.

## Tiểu sử
Ông có quê quán ở xã Tam Hồng, huyện Yên Lạc, tĩnh Vĩnh Phúc.

## Kỉ luật
Ngày 17/12/2017, Ban Bí thư Ban Chấp hành Trung ương Đảng Cộng sản Việt Nam khóa 12 thi hành kỷ luật cách chức Bí thư Tỉnh ủy tỉnh Vĩnh Phúc nhiệm kì 2010-2015 của ông Phạm Văn Vọng.
Ngày 25/11/2024, Ban Chấp hành Trung ương Đảng Cộng sản Việt Nam khóa 13 thi hành kỷ luật khai trừ ra khỏi Đảng đối với ông Phạm Văn Vọng do nhiều sai phạm trong đó Vụ sai phạm tại Tập đoàn Phúc Sơn.